# Триссур (округ)
Триссур (малаял. തൃശ്ശൂര്‍ ജില്ല; англ. Thrissur) или Тричур (англ. Trichur) — округ в индийском штате Керала. Образован 1 июля 1949 года. Административный центр — город Триссур. Площадь округа — 3032 км². По данным всеиндийской переписи 2001 года население округа составляло 2 975 440 человек. Уровень грамотности взрослого населения составлял 92,3 %, что значительно выше среднеиндийского уровня (59,5 %). Доля городского населения составляла 28,2 %.